# Shuto Hira
Shuto Hira (平 秀斗 Hira Shuto?, nacido el 25 de junio de 1994 en Kagoshima) es un futbolista japonés que se desempeña como defensa.

## Trayectoria

### Clubes
| Club                | País  | Año         |
| ------------------- | ----- | ----------- |
| Sagan Tosu          | Japón | 2013 - 2016 |
| J. League sub-22    | Japón | 2014        |
| Thespakusatsu Gunma | Japón | 2016        |
| Fukushima United FC | Japón | 2017 -      |

## Estadística de carrera

### J. League
| Club                | Año   | J. League | J. League | Copa J. League | Copa J. League | Total | Total |
| Club                | Año   | Part.     | Goles     | Part.          | Goles          | Part. | Goles |
| ------------------- | ----- | --------- | --------- | -------------- | -------------- | ----- | ----- |
| Sagan Tosu          | 2013  | 0         | 0         | 0              | 0              | 0     | 0     |
| Sagan Tosu          | 2014  | 0         | 0         | 2              | 0              | 2     | 0     |
| Sagan Tosu          | 2015  | 0         | 0         | 1              | 0              | 1     | 0     |
| Sagan Tosu          | 2016  | 0         | 0         | 0              | 0              | 0     | 0     |
| J. League sub-22    | 2014  | 14        | 2         | -              | -              | 14    | 2     |
| Thespakusatsu Gunma | 2016  | 10        | 0         | -              | -              | 10    | 0     |
| Fukushima United FC | 2017  | 15        | 3         | -              | -              | 15    | 3     |
| Total               | Total | 39        | 5         | 3              | 0              | 42    | 5     |